# Kovács Sebestény Aladár
Kovács Sebestény Aladár, névváltozat: Kovács Sebestyén Aladár (Buda, 1858. március 17. – Budapest, 1921. július 6.) vízépítő mérnök, műegyetemi tanár, egyetemi dékán, címzetes miniszteri osztálytanácsos.

## Életútja
Kovács Sebestény Endre egyetemi tanár és Lumniczer Julia fia. Középiskoláit a református főgimnáziumban 1867-1875-ben Budapesten, egyetemi tanulmányait Zürichben a műegyetem mérnöki szakosztályában 1876-1880-ban végezte; 1880-ban ugyanott nyert mérnöki oklevelet és azt 1882-ben a budapesti műegyetemen honosította. Tanulmányutat tett Svájc, Németország, Franciaország, Hollandia és Olaszországban.
1880-ban a közmunka- és közlekedési minisztériumban díjtalan mérnök-gyakornokká neveztetett ki a fiumei kikötő építéséhez; 1881-ben a folyammérnöki szolgálathoz került, a Tisza árvize elleni védekezés alkalmával. 1889-ben a temesvári királyi folyammérnöki hivatal vezetésével bizatott meg. Mint főmérnök 1893-ban a földművelési minisztérium vízrajzi osztályához került, ahol 1895-ben műszaki tanácsosi rangot kapott. 1896-ban az osztálytanácsosi címet, mint a földművelésügyi minisztériumba beosztott műszaki tanácsos, a vízépítészeti csoportnak az ezredéves kiállításon való rendezéséért nyerte, Klimm Mihály műegyetemi tanár elhunytával. 1896. februárban ennek helyettesítésére hívták meg és júliusban rendes tanárrá nevezték ki. 1914–15-ben és 1915–16-ban az egyetem rektora volt, 1921-ben vonult nyugdíjba.
A vízépítészeti országos nagytanács tagja, a Magyar Mérnök- és Építész-Egylet vízépítészeti szakosztályának elnöke, 1912 és 1916 pedig az intézmény elnöke, a magyar hajósok egyesületének ügyvivő igazgatója; a Magyar Földrajzi Társaság levelező tagja, a békésbánáti református egyházmegye világi tanácsbírája volt.
Számottevő eredményeket ért el az ármentesítés, a vízépítési műtárgyak tervezése és építése terén.
A családi név a Sebestény, melyről a nemesi levél is szól; a Kovács előnév később jött hozzá, szépapja még Kovács Sebesténynek írta nevét.
Cikkei és felolvasásai a Magyar Mérnök- és Építészegylet Közlönyében, a Vízügyi Közleményekben és a Vízrajzi osztály Évkönyvében (1891-94), A német, osztrák és magyar hajózási kötelék 1898. ülésének irataiban (értekezése), és az 1896. ezredéves kiállítástól kiadott Jelentésben (A magyarországi vízépítészet ismertetése) jelentek meg.

## Munkái
- A Temes-Bélavölgy ármentesítése. Bpest, 1889. (Németül is.)
- Vízépítészet az 1896. évi ezredéves országos kiállításon. Uo. 1897. (Bogdánfy Ödön kir. mérnökkel együtt. Ism. Vasárnapi Ujság 38. sz.)